# Karawela

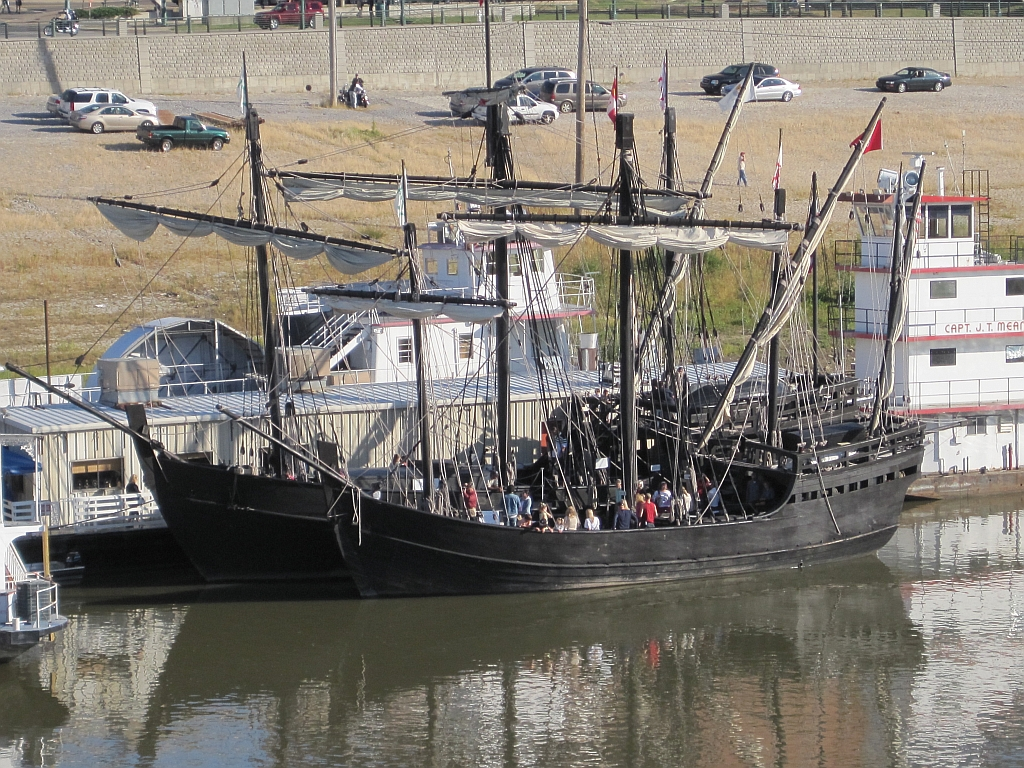
Karawele „Niña” i „Pinta” Krzysztofa Kolumba, repliki (2011)

Karawela (port. caravela) – w XV–XVII w. oznaczała jednopokładowy, dwu- lub trójmasztowy żaglowiec o wysokich nadbudówkach (kasztelach) na dziobie i rufie. Karawela była zwykle uzbrojona w kilka ciężkich dział oraz mniejsze działka (na ogół 4-6 dział). Wyporność karaweli wynosiła najczęściej około 250 łasztów (ok. 80 ton). Załoga liczyła około 50 ludzi. Ze względu na swą szybkość, stateczność oraz bezpieczeństwo karawele umożliwiały dłuższe podróże morskie, co uczyniło je przydatnymi do wypraw odkrywczych. Floty wojenne Hiszpanii i Portugalii używały karawel na ogół do celów rozpoznawczych.
Początkowo, aż do XV wieku, Europejczycy byli ograniczeni do przybrzeżnej żeglugi kabotażowej przy użyciu prostych w konstrukcji barek lub galer, wywodzących się ze starożytności wiosłowo-żaglowych śródziemnomorskich statków transportowych o wyporności 50-200 ton. W XII wieku pojawiły się nefy, w XIII wieku kogi, a nieco później holki. Były to statki prymitywne z jednym prostokątnym żaglem rejowym, którego nie można było używać na południowych szerokościach geograficznych na oceanie, gdzie silne wiatry, płycizny i silne prądy uniemożliwiały ich wykorzystanie w poszukiwaniu drogi do Indii i Chin.
Pierwsze karawele zbudowane zostały około 1450 roku w oparciu o istniejące konstrukcje portugalskich łodzi rybackich. Nazwę swą wzięły od łacińskiego słowa carabus i greckiego καραβος, które Arabowie wymawiali jako qārib, a które odnosiło się do poszycia stykowego (karwelowego) stosowanego od wielu setek lat.
Karawela nosiła najczęściej ożaglowanie łacińskie (skośne) – tzw. caravela latina. Stosowano też ożaglowanie rejowe (prostokątne) – tzw. caravela redonda – albo kombinację obu tych typów, co zapewniało statkowi możliwość bardziej elastycznej adaptacji do warunków żeglugowych. Podstawową zaletą karaweli, ze względu na którą przypisuje się jej zrewolucjonizowanie europejskich podróży odkrywczych, była zdolność do żeglowania pod ostrym kątem do kierunku wiatru. Karawela zawdzięczała to zastosowaniu ożaglowania skośnego i profilowi kadłuba. Dzięki temu statek mógł halsować na wiatr (tzw. lawirowanie). Pozwalało to na podróże daleko na południe, wzdłuż zachodnich wybrzeży Afryki, gdzie okresowo dominują wiatry południowe, a więc niesprzyjające dla statków żeglujących z Europy. Krzysztof Kolumb wykorzystał w swojej pierwszej wyprawie dwie karawele: "Pinta" i "Niña" (po pierwszym etapie podróży, w czasie postoju, przerobiono ją na caravela redonda). Obie miały długość ok. 17 m.